# Bùi Xuân Hòa
Bùi Xuân Hòa (sinh ngày 3 tháng 11 năm 1962) là một chính trị gia người Việt Nam. Ông từng là Chủ tịch Hội đồng nhân dân tỉnh Thái Nguyên khóa 13 nhiệm kì 2016-2021 và khóa 12 nhiệm kì 2011-2016.

## Xuất thân
Bùi Xuân Hòa sinh ngày 3 tháng 11 năm 1962, người dân tộc Kinh, không theo tôn giáo nào, quê quán tại xã Sơn Đông, huyện Lập Thạch, tỉnh Vĩnh Phúc.
Ông hoàn thành trung học phổ thông hệ 10/10, tốt nghiệp Đại học Giao thông Vận tải, Kỹ sư xây dựng đường ô tô.

## Sự nghiệp
Ông gia nhập Đảng Cộng sản Việt Nam vào ngày 30/7/1997.
Ông có bằng cao cấp lí luận chính trị.
Năm 2008, ông là Phó Chủ tịch UBND thành phố Thái Nguyên.
Bùi Xuân Hòa là Đại biểu Hội đồng nhân dân tỉnh Thái Nguyên khóa XII, nhiệm kỳ 2011-2016.
Chiều ngày 27 tháng 10 năm 2015, tại phiên họp thứ nhất của Ban chấp hành Đảng bộ tỉnh Thái Nguyên, Bùi Xuân Hòa, Ủy viên Ban Thường vụ Tỉnh ủy - Bí thư Thành ủy thành phố Thái Nguyên được bầu giữ chức vụ Phó Bí thư Tỉnh ủy Thái Nguyên khóa 19 nhiệm kỳ 2015-2020.
Sau đó ông được bầu làm Phó Bí thư Thường trực Tỉnh uỷ, Chủ tịch HĐND tỉnh Thái Nguyên khoá 12 nhiệm kì 2011-2016.
Sáng 9/12/2015, kỳ họp thứ 15 HĐND tỉnh Thái Nguyên khóa 12 đã bỏ phiếu kín để bầu Bùi Xuân Hòa, Phó Bí thư Thường trực Tỉnh ủy Thái Nguyên giữ chức vụ Chủ tịch HĐND tỉnh Thái Nguyên khóa 12, nhiệm kỳ 2011 - 2016 với tỷ lệ đạt 94,12 %. Trước đó, HĐND tỉnh Thái Nguyên đã miễn nhiệm chức danh Chủ tịch HĐND tỉnh khóa 12, nhiệm kỳ 2011 - 2016 đối với ông Vũ Hồng Bắc để bầu giữ chức vụ Chủ tịch UBND tỉnh Thái Nguyên nhiệm kỳ 2011 - 2016.
Tháng 4 năm 2016, ông là Chủ tịch Ủy ban bầu cử HĐND tỉnh Thái Nguyên khóa 13 nhiệm kỳ 2016-2021.
Ngày 30/5/2016, ông trúng cử đại biểu HĐND tỉnh Thái Nguyên khóa 13 nhiệm kỳ 2016-2021 ở đơn vị bầu cử số 1 gồm các xã, phường: Tân Long, Quan Triều, Quang Vinh, Cao Ngạn, Đồng Bẩm (thành phố Thái Nguyên).
Ngày 28/6/2016, Ông Bùi Xuân Hòa, Phó Bí thư Thường trực Tỉnh ủy, Chủ tịch HĐND tỉnh khóa 12 tái đắc cử chức danh Chủ tịch HĐND tỉnh khóa 13 nhiệm kỳ 2016-2021.